# Wied il-Mielaħ Window
Wied il-Mielaħ Window (malt. it-Tieqa ta’ Wied il-Mielaħ) – most skalny, który powstał przez wpływy środowiskowe. Znajduje się na północ od miasta Għarb, na północno-wschodnim wybrzeżu wyspy Gozo, na Malcie.

## Położenie
Most skalny Wied il-Mielaħ, który  znajduje się na końcu doliny Wied il-Mielaħ i jest mało znany w przeciwieństwie do mostu skalnego Azure Window, który zawalił się w 2017. Droga z Għarb prowadzi bezpośrednio na wybrzeże, gdzie na naturalnym  płaskowyżu znajdują się parkingi. Na końcu doliny, równolegle do starego koryta rzeki znajdują się wąskie schody, prowadzące wzdłuż skał, niedaleko okna Wied il-Mielaħ, które dochodzą prawie do wody. Ponieważ „sufit” mostu skalnego jest jeszcze wystarczająco gruby, można go bez problemu zwiedzić.

## Otoczenie
Od północnego wybrzeża wyspy Gozo aż do zatoki Xwejni most skalny jest otoczony przez płaskowyż, w którym znajduje się wiele jaskiń. Na płaskowyżu znajdowały się sztuczne baseny solankowe. Niedaleko mostu znajduje się miasto Għarb i Giordan Lighthouse.

## Problem ścieków
W przeszłości dolina Wied il-Mielaħ była używana do odprowadzania ścieków z okolicy, które spływały bezpośrednio do mostu skalnego Wied il-Mielaħ, do Morza Śródziemnego. Ścieki były często widoczne pod przejściem okna Wied il-Mielaħ. Dzięki projektowi strukturalnemu o wartości 570 000 Euro, w którym Unia Europejska pokryła 85 procent, zbudowano oczyszczalnię ścieków w „Ras il-Hobz” i ścieki już nie płyną do morza przez dolinę. W ramach projektu odnowiono ulice na wybrzeżu, wymieniono sześć mostów, zbudowano kilka tam i posadzono drzewa. Ma to podnieść atrakcyjność i zwiększyć liczbę odwiedzających most skalny.

## Użytkowanie
W ramach projektu strukturalnego schody do okna powinny zostać rozbudowane, aby nurkowie mogli dostać się bez problemu do wody. Po zachodniej stronie okna znajdują się stopnie, które pozwalają wspiąć się na pionową ścianę klifu. Od Għarb prowadzi szlak turystyczny do okna Wied il-Mielaħ.

## Galeria

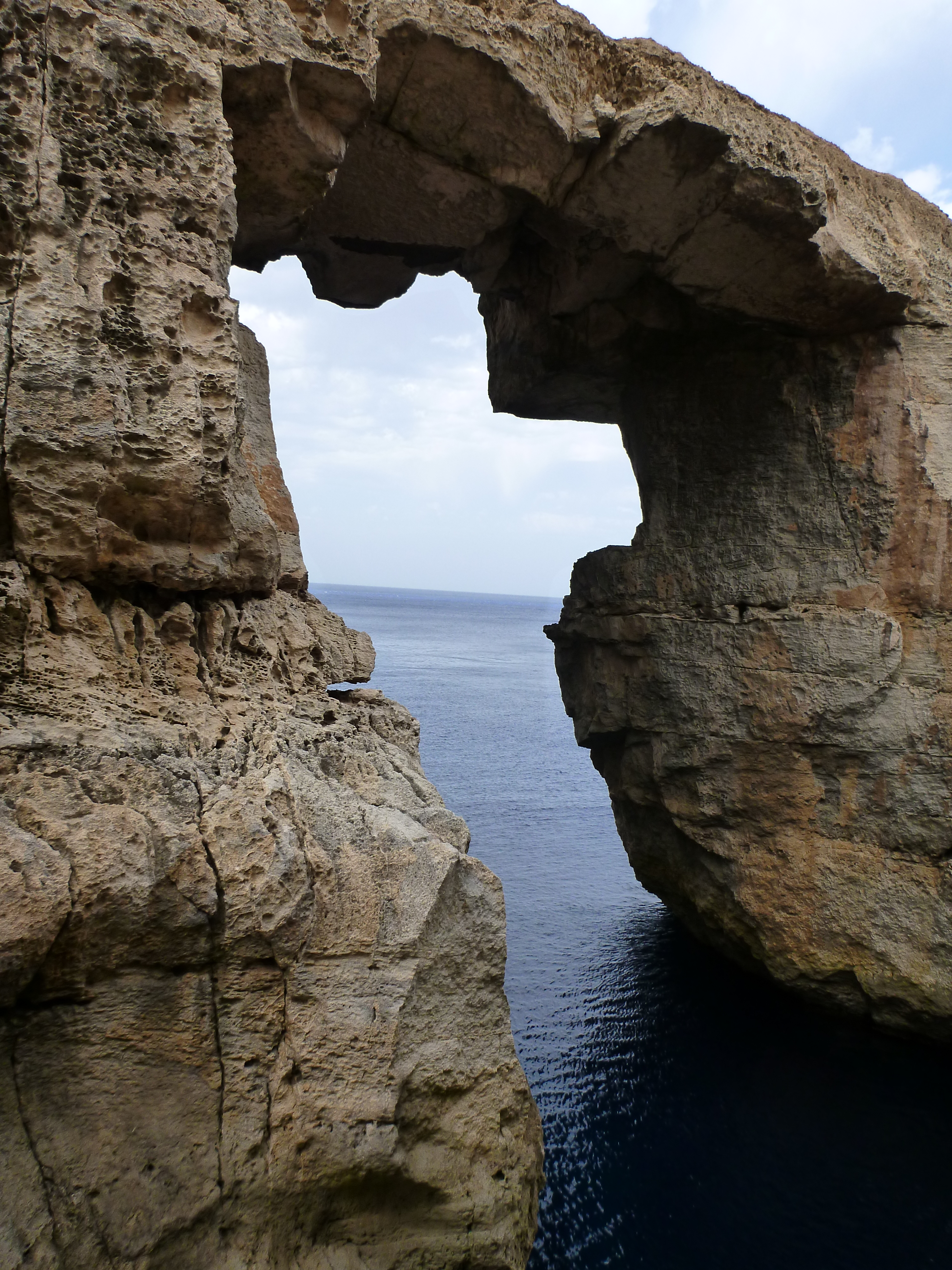
Most skalny Wied il-Mielaħ, widok z dołu
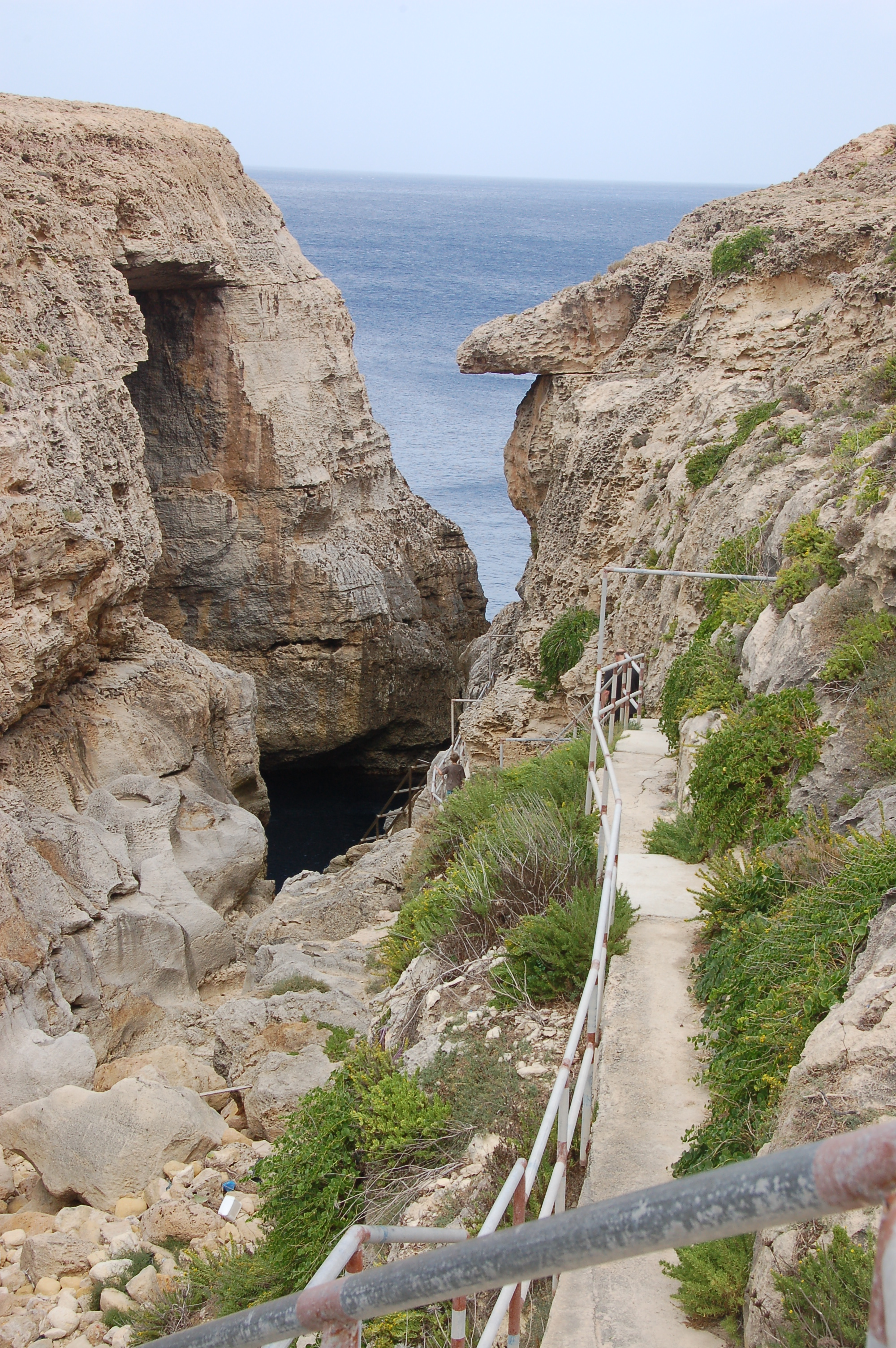
Schody do platformy widokowej u podnóża okna
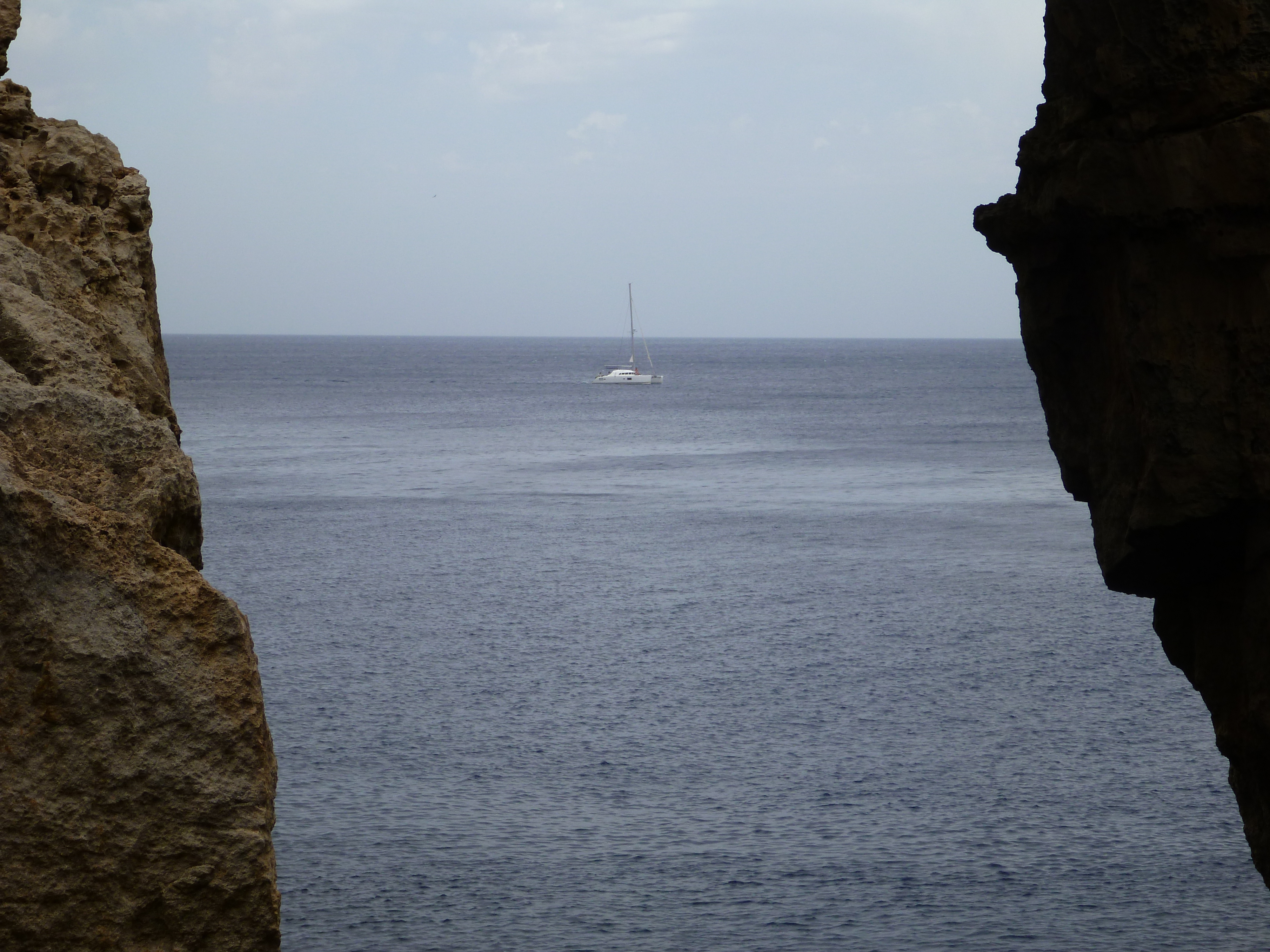
Widok przez Wied il-Mielaħ Window